# Wadim Jusow

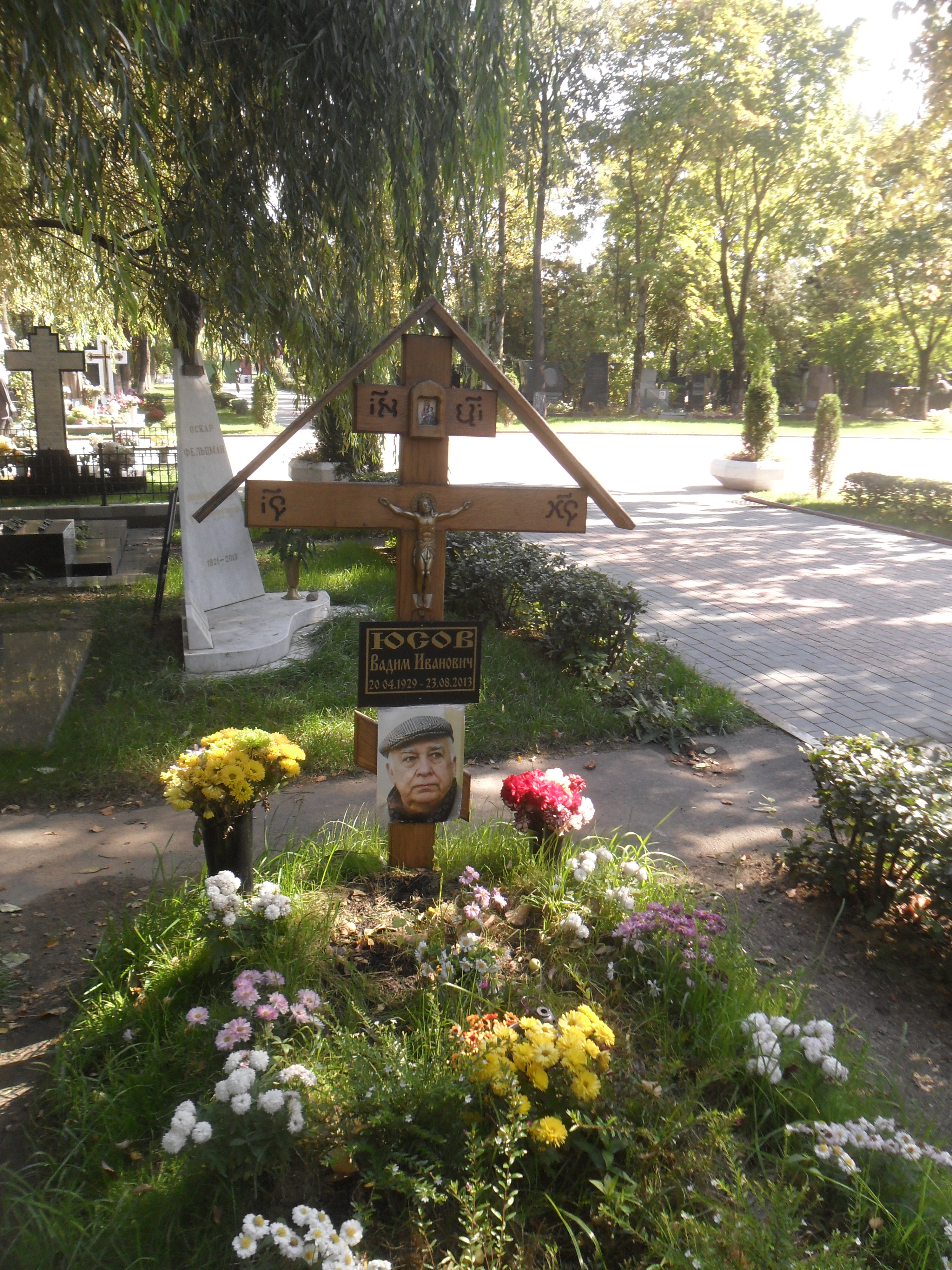
Grób Jusowa na Cmentarzu Nowodziewiczym w Moskwie.

Wadim Iwanowicz Jusow, ros. Вадим Иванович Юсов (ur. 20 kwietnia 1929 w Kławdinie, zm. 23 sierpnia 2013 na terenie obwodu leningradzkiego) – radziecki i rosyjski operator filmowy. W 1954 ukończył moskiewską uczelnię filmową WGIK.

## Życiorys
Jest autorem zdjęć do takich filmów jak: Chodząc po Moskwie (1963), Nie smuć się (1969), Paszport (1990) Gieorgija Danelii, Andriej Rublow (1966), Solaris (1972) Andrieja Tarkowskiego, Oni walczyli za ojczyznę (1975) Siergieja Bondarczuka, Całe zdanie nieboszczyka (1999, serial TV) Igora Maslennikowa i innych.
Wielokrotnie nagradzany w Rosji i poza jej granicami, m.in. na 45. MFF w Wenecji za zdjęcia do Czarnego mnicha (1988). W listopadzie 2012 podczas 20. Camerimage w Bydgoszczy otrzymał nagrodę za całokształt twórczości.
Zasiadał w jury konkursu głównego na 37. MFF w Cannes (1984). 
Był też pedagogiem. Od 1971 wykładał na WGIK-u, a od 1983 kierował Wydziałem Sztuki Operatorskiej tej uczelni.
Pochowany na Cmentarzu Nowodziewiczym w Moskwie.

## Filmografia
- 1961: Mały marzyciel
- 1962: Dziecko wojny
- 1964: Chodząc po Moskwie
- 1966: Andriej Rublow
- 1969: Nie smuć się
- 1972: Solaris
- 1973: Przygody Hucka Finna
- 1975: Oni walczyli za Ojczyznę
- 1982: Czerwone dzwony - Meksyk w ogniu
- 1983: Czerwone dzwony - Początek nowego świata
- 1986: Borys Godunow
- 1988: Czarny mnich
- 1990: Paszport
- 1992: Moskiewska parada
- 1994: Anna: Od 6 do 18 roku życia
- 2002: Kopiejka

## Nagrody i odznaczenia
- Ludowy Artysta RFSRR (3 października 1979)
- laureat Nagrody Lenina[4]
- Nagroda Państwowa ZSRR (1984)
- Nagroda Państwowa RFSRR (1977)
- Order „Za zasługi dla Ojczyzny” IV klasy (1996)
- Order Honoru (2010)[5]

I inne.